# Kelo kiện thành phố New London
Kelo kiện thành phố New London, được biết đến trong hệ thống án lệ Hoa Kỳ với tên chính thức Kelo v. City of New London, 545 U.S. 469 (2005) là một phán quyết của Tối cao Pháp viện Hoa Kỳ liên quan đến việc trưng mua đất của một cá nhân nhằm mục đích phát triển kinh tế. Bằng một phán quyết có tỉ lệ 5:4 (5 thẩm phán đồng ý, 4 thẩm phán phản đối - Tối cao pháp viện Hoa Kỳ gồm 9 thẩm phán), Pháp viện đã quyết định rằng những lợi ích chung mà cộng đồng được hưởng từ sự tăng trưởng kinh tế của một dự án được xây dựng kỹ lưỡng được xem là lợi ích công cộng, và do đó việc trưng mua đất nói trên được xem là "sử dụng vì mục đích công cộng" được quy định ở Tu chính án thứ 5.
Vụ án phát sinh trong bối cảnh thành phố New London, Connecticut trưng thu bất động sản thuộc sở hữu tư nhân, nhằm sử dụng bất động sản này như một phần của một "kế hoạch tái phát triển toàn diện." Tuy nhiên, nhà đầu tư tư nhân đã không thể có được nguồn tài chính và từ bỏ dự án tái phát triển này, để lại một bãi đất trống.

## Bối cảnh
Vụ án xuất phát từ một quyết định có lợi cho thành phố New London của Tòa án tối cao bang Connecticut. Quyết định này sau đó bị kháng án lên Tối cao pháp viện Hoa Kỳ. Các chủ sở hữu, bao gồm cả nguyên đơn chính Susette Kelo, đã kiện thành phố tại tòa án Connecticut vì cho rằng thành phố đã lạm dụng quyền trưng thu của mình. Quyền trưng thu bị giới hạn bởi Tu chính án thứ 5 và Nguyên tắc tôn trọng thủ tục pháp lý (Due process clause) của Tu chính án thứ 14. Tu chính án thứ 5 quy định rằng, rằng "quyền sở hữu tư nhân [không thể] bị thu hồi cho mục đích công nếu không được bồi thường hợp lý." Cũng theo Nguyên tắc tôn trọng thủ tục pháp lý tại Tu chính án thứ 14, hạn chế này cũng áp dụng cho các hành động của chính quyền tiểu bang và địa phương. Các nguyên đơn cho rằng phát triển kinh tế, mục đích của việc lấy và chuyển nhượng tiếp đất cho Công ty Phát triển New London, không thỏa mãn điều kiện "sử dụng cho mục đích công cộng" theo Tu chính án thứ 5.
Tòa án tối cao bang Connecticut tiến hành tranh tụng vào ngày 2 tháng 12 năm 2002. Tòa đã ban hành quyết định của mình (Số bản án 268 Conn. 1, SC16742) vào ngày 9 tháng 3 năm 2004. Phán quyết đứng về phía chính quyền thành phố trong một quyết định 4:3, Phe đa số gồm (1) thẩm phán Flemming L. Norcott, Jr. (người viết quan điểm của Tòa), (2) thẩm phán David M. Borden, (3) Richard N. Palmer và (4) Christine Vertefeuille. Phía phản đối gồm (1) Peter T. Zarella (người viết bài phản đối), (2) Chánh án William J. Sullivan và (3) thẩm phán Joette Katz.
Tòa án tối cao bang Conecticut cho rằng việc sử dụng quyền trưng mua cho mục đích phát triển kinh tế là không xâm phạm khái niệm "sử dụng cho mục đích công cộng". Tòa cho rằng nếu cơ quan lập pháp quy hoạch ra một dự án kinh tế sẽ tạo ra nhiều việc làm, tăng nguồn thu thuế cho ngân sách, đem lại một luồng sinh khí mới cho một khu vực vốn có nền kinh tế trì trệ (dù chưa đến mức tồi tệ), quay lại phục vụ cho lợi ích của công chúng, thì việc trưng mua đất cho dự án đó được xem như là "sử dụng cho mục đích công cộng". Tòa án cũng cho rằng việc chính quyền tiểu bang ủy quyền trưng mua cho một tổ chức tư, là phù hợp với hiến pháp bang. Tối cao pháp viện Hoa Kỳ từng phát lệnh xem xét lại bản án để xem xét lại các vấn đề phát sinh trong vụ Berman kiện Parker năm 1954 (Berman v. Parker, 348 U.S. 26) và Hawaii Housing Authority kiện Midkiff năm 1984 (Hawaii Housing Authority vs Midkiff  467 U.S. 229). Cụ thể là xem xét một dự án "hướng tới cộng đồng" có được xem là "mang lại lợi ích công cộng" hay không; và từ đó xác định dự án đó có thỏa các yêu cầu để được tiến hành trưng mua tài sản theo quy định tại Tu chính án thứ 5 hay không.
Đây là vụ án lớn đầu tiên liên quan đến trưng mua tài sản tại Tối cao pháp viện Hoa Kỳ, kể từ năm 1984. Trong thời gian đó, các tiểu bang và đô thị tự trị đã dần dần gia tăng việc áp dụng quyền trưng mua tài sản, và lý do thường xuyên được sử dụng là để "phát triển kinh tế". Trước thời điểm vụ kiện, chính quyền Connecticut đã ban hành một đạo luật cho phép trưng thu tài sản vì mục đích phát triển kinh tế, ngay cả khi kinh tế ở khu vực đó không yếu kém.